# Architektura neobarokowa
Neobarok – nurt w architekturze historyzmu, nawiązujący formalnie do baroku, szczególnie w dekoracjach elewacji, rozpowszechniony w końcu XIX wieku (od 1880).
W stylu neobaroku wznoszono przede wszystkim budynki użyteczności publicznej (pałac Ziemstwa Pomorskiego w Szczecinie, gmach Towarzystwa Zachęty w Warszawie), zwłaszcza teatry, gdyż włoskie i francuskie korzenie baroku kojarzyły się z rozwojem opery i dramatu. Jednocześnie powstawały neobarokowe budynki mieszkalne, wraz z neorenesansowymi. Neobarok niekiedy występował w architekturze sakralnej (np. kościół Trójcy Świętej w Korfantowie). W końcowej fazie współistniał z secesją, style wzajemnie na siebie wpływały. Sporadycznie był spotykany jeszcze do lat 20. XX wieku.
W Austrii neobarok kojarzony był z patriotyzmem, gdyż nawiązywał do stylu panującego w okresie największej potęgi politycznej tego państwa na początku XVIII stulecia.

## Galeria

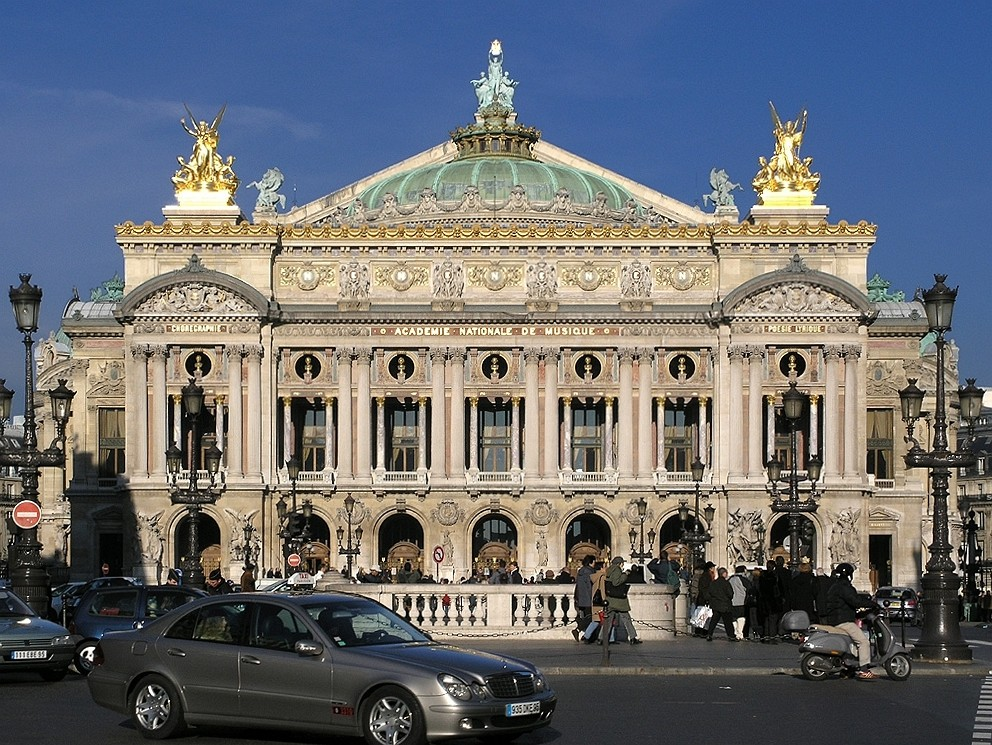
Charles Garnier: Opéra Garnier w Paryżu
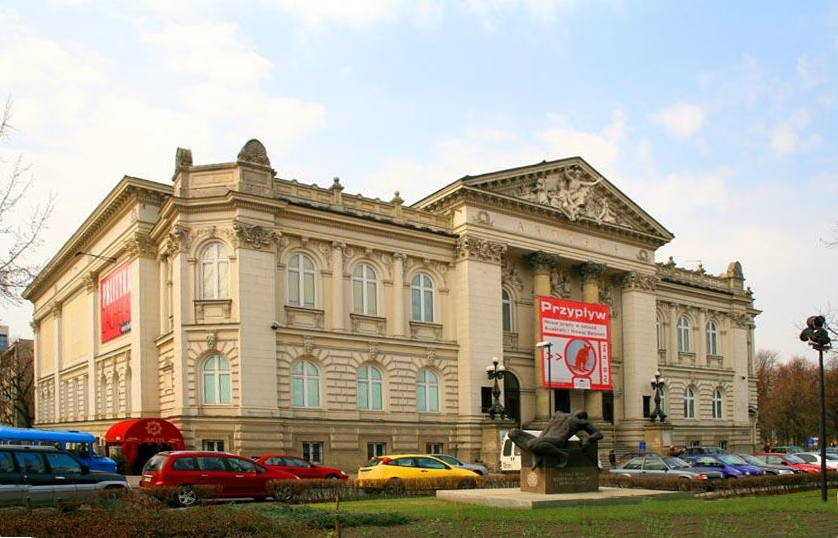
Stefan Szyller: Galeria Zachęta w Warszawie
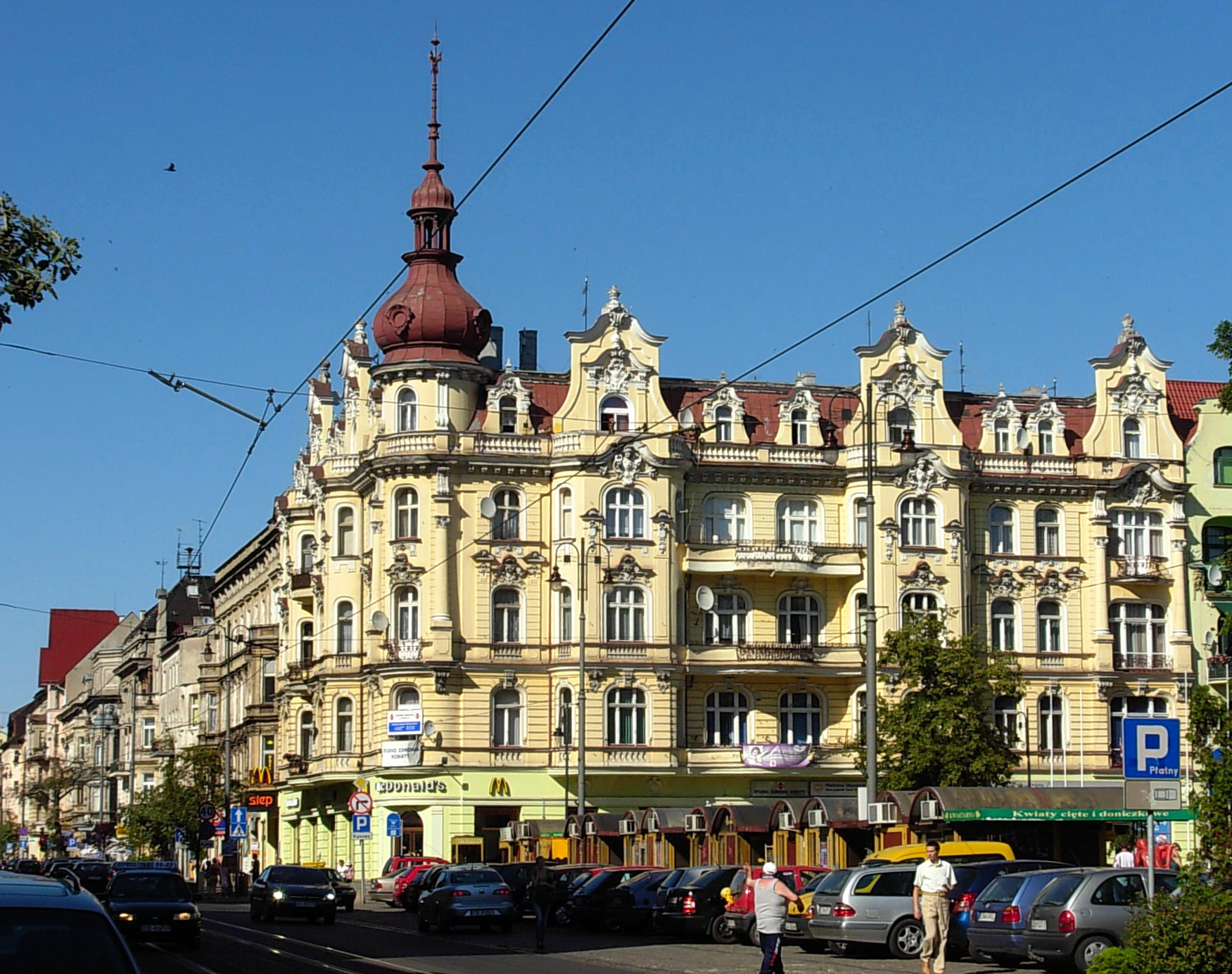
Józef Święcicki: Kamienica Plac Wolności 1 w Bydgoszczy